# Parasthetops lemniscus
Parasthetops lemniscus är en skalbaggsart som beskrevs av Perkins 2008. Parasthetops lemniscus ingår i släktet Parasthetops och familjen vattenbrynsbaggar. Inga underarter finns listade i Catalogue of Life.